# Ray Donovan
Ray Donovan è una serie televisiva creata da Ann Biderman per Showtime, trasmessa dal 30 giugno 2013. La serie ha per protagonista Liev Schreiber nel ruolo di Ray Donovan.
In Italia le prime due stagioni sono state pubblicate su Netflix dal 22 ottobre 2015, mentre la terza stagione è stata pubblicata il 15 novembre 2015. La quarta stagione è apparsa il 27 giugno 2016. La quinta stagione è stata pubblicata il 9 agosto 2017. In chiaro la serie è trasmessa da Rai 4 dall'11 marzo 2016.

## Trama
Il faccendiere Ray Donovan risolve con abilità e destrezza i problemi di molte personalità di spicco di Los Angeles, atleti, cantanti e uomini d'affari, ma con la stessa abilità non riesce a risolvere i suoi problemi personali. Tutto si complica quando il padre, con cui ha da sempre un rapporto conflittuale, viene inaspettatamente scarcerato, sconvolgendo la sua vita e il suo nucleo familiare.

## Produzione
Nel mese di agosto 2011 il network Showtime ha ordinato ufficialmente l'episodio pilota, scritto da Ann Biderman e diretto da Allen Coulter. Nel dicembre 2011 il ruolo del protagonista viene affidato a Liev Schreiber.
Nel giugno 2012 Showtime ha ordinato un'intera stagione della serie, composta da 12 episodi. A dicembre 2012 viene diffuso un primo trailer della serie, affiancato a quello di un'altra serie TV di Showtime Masters of Sex, entrambe verranno trasmesse nel corso del 2013.
Il 16 luglio 2013, grazie ai buoni ascolti ricevuti dai primi episodi, Showtime rinnovò la serie per una seconda stagione.
La serie è stata rinnovata per una terza stagione, andata in onda il 12 luglio 2015 e rinnovata anche per una quarta stagione, in onda dal 26 giugno 2016. L'11 agosto 2016 la serie viene rinnovata per la quinta stagione. Il 23 ottobre 2017 viene rinnovata per una sesta stagione, in onda per la fine del 2018. 
Il 4 febbraio 2020 la serie viene cancellata dopo sette stagioni.
La trama della serie si è conclusa con il lungometraggio Ray Donovan: The Movie, presentato in anteprima il 14 gennaio 2022 su Showtime.

## Episodi
| Stagione         | Episodi | Prima TV USA | Prima TV Italia |
| ---------------- | ------- | ------------ | --------------- |
| Prima stagione   | 12      | 2013         | 2015            |
| Seconda stagione | 12      | 2014         | 2015            |
| Terza stagione   | 12      | 2015         | 2015            |
| Quarta stagione  | 12      | 2016         | 2016            |
| Quinta stagione  | 12      | 2017         | 2017            |
| Sesta stagione   | 12      | 2018-2019    | 2018-2019       |
| Settima stagione | 10      | 2019-2020    | 2019-2020       |

## Personaggi e interpreti

### Principali
- Raymond "Ray" Donovan (stagioni 1-7), interpretato da Liev Schreiber, doppiato da Pino Insegno.
Faccendiere con un passato molto oscuro.
- Abby Donovan (stagioni 1-5), interpretata da Paula Malcomson, doppiata da Selvaggia Quattrini.
Moglie di Ray.
- Terrence "Terry" Donovan (stagioni 1-7), interpretato da Eddie Marsan, doppiato da Franco Mannella.
Fratello maggiore di Ray affetto dal Parkinson.
- Brendan "Bunchy" Donovan (stagioni 1-7), interpretato da Dash Mihok, doppiato da Fabrizio Vidale.
Fratello minore di Ray alcolizzato e con una grave anoressia sessuale.
- Daryll Donovan (stagioni 1-7), interpretato da Pooch Hall, doppiato da Gianluca Crisafi.
Fratellastro di Ray, figlio di Mickey e Claudette, nonché pugile allenato dal padre e autista di limousine.
- Avi Rudin (stagioni 1-5), interpretato da Steven Bauer, doppiato da Nino Prester.
Braccio destro di Ray. È un ex soldato delle forze armate israeliane ed ex-spia del Mossad.
- Lena Barnum (stagioni 1-7), interpretata da Katherine Moennig, doppiata da Marzia Dal Fabbro.
Assistente investigativa di Ray.
- Bridget Donovan (stagioni 1-7), interpretata da Kerris Dorsey, doppiata da Sara Labidi (stagioni 1-5) e Roisin Nicosia (stagioni 6-7).
Figlia di Ray e Abby.
- Conor Donovan (stagioni 1-6), interpretato da Devon Bagby, doppiato da Leonardo Caneva.
Figlio di Ray e Abby.
- Mickey Donovan (stagioni 1-7), interpretato da Jon Voight, doppiato da Ugo Maria Morosi (stagioni 1-6) e Oliviero Dinelli (stagione 7).
Padre di Ray.
- Jacob "Smitty" Smith (ricorrente stagione 5, stagioni 6-7), interpretato da Graham Rogers.
Fidanzato e in seguito marito di Bridget.
- Samantha "Sam" Winslow (ricorrente stagione 5, stagione 6), interpretata da Susan Sarandon, doppiata da Anna Rita Pasanisi

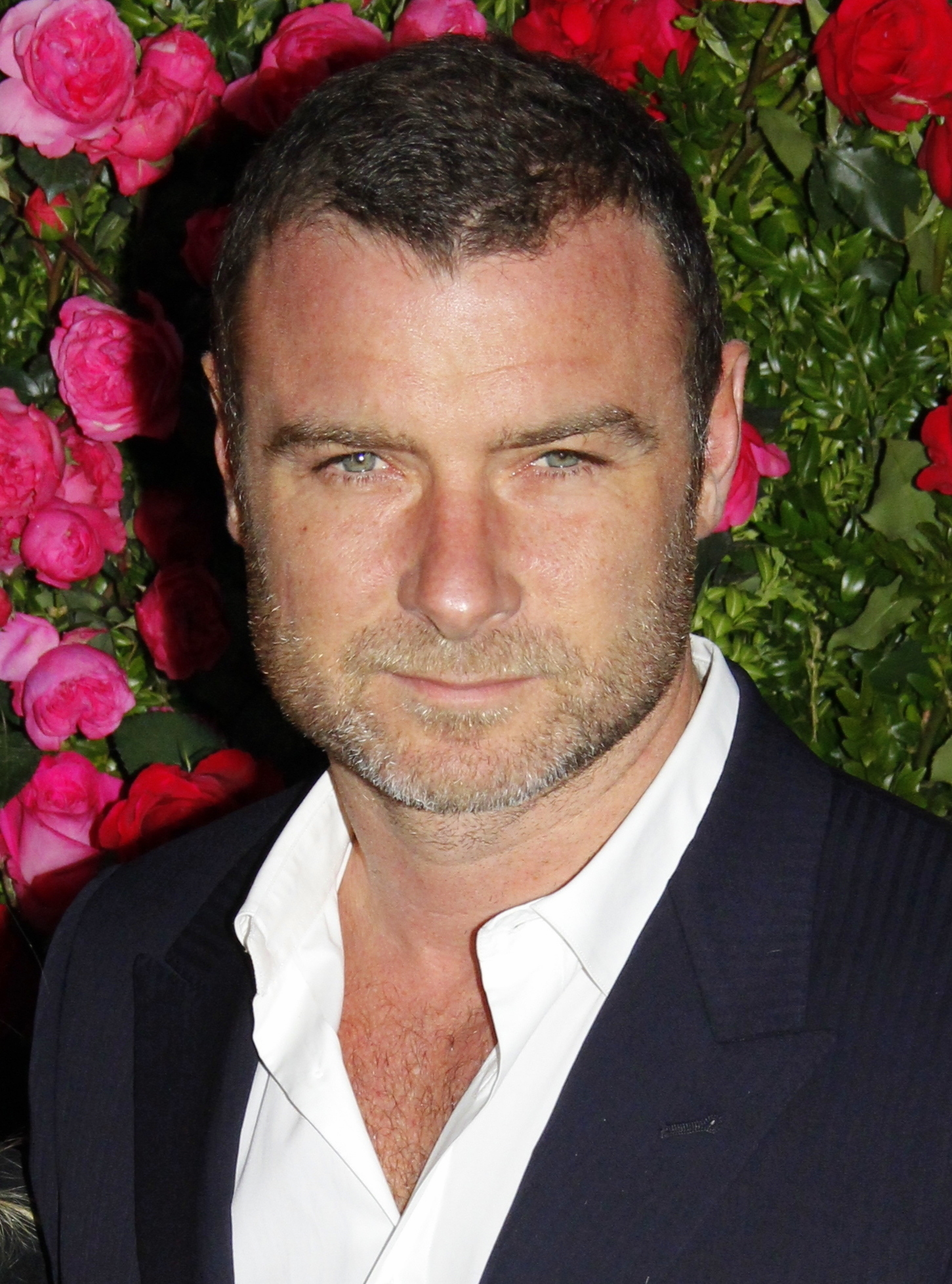
Liev Schreiber
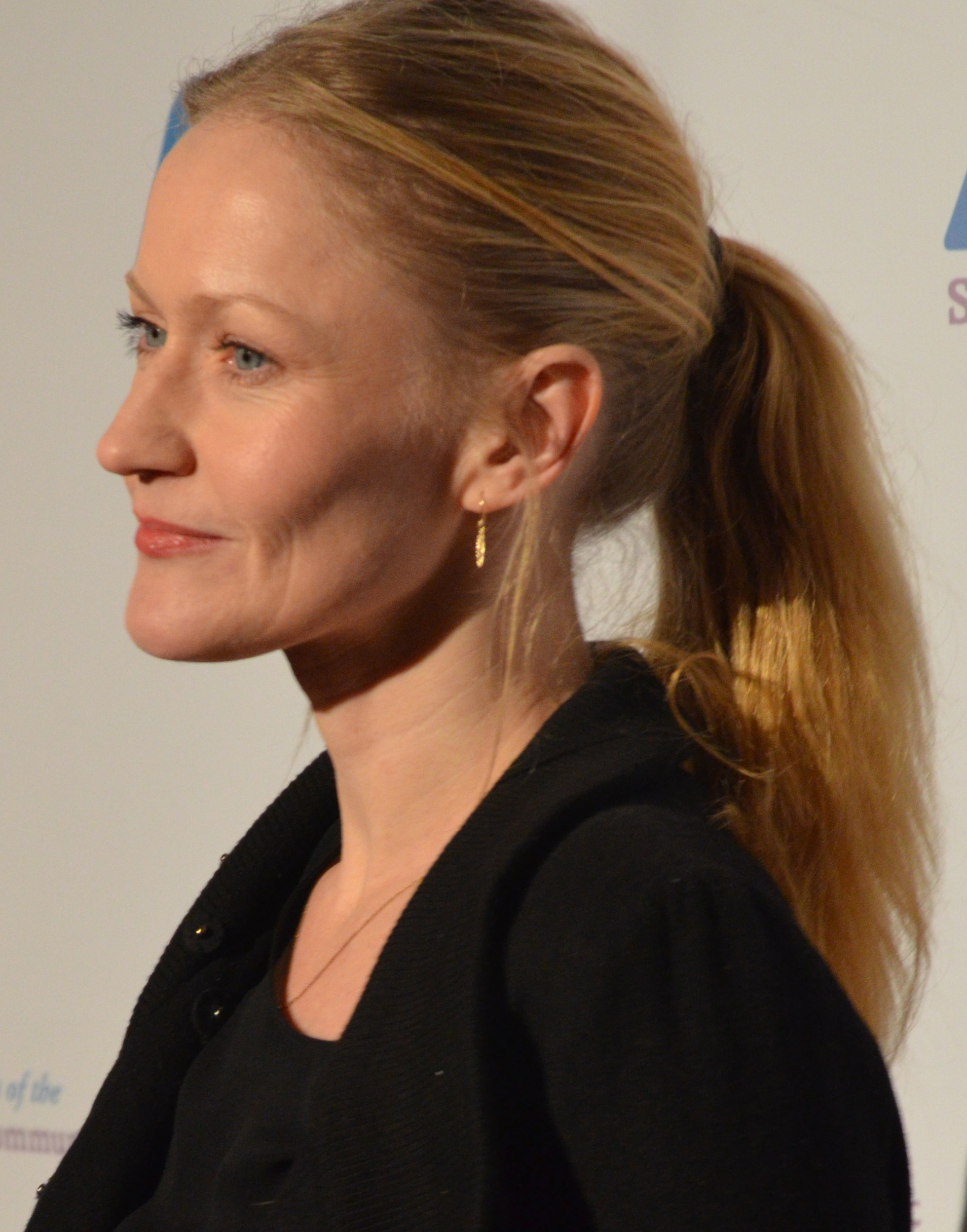
Paula Malconson
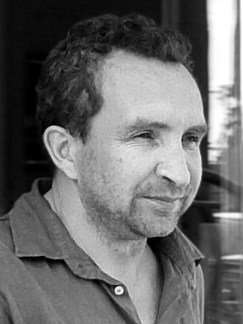
Eddie Marsan
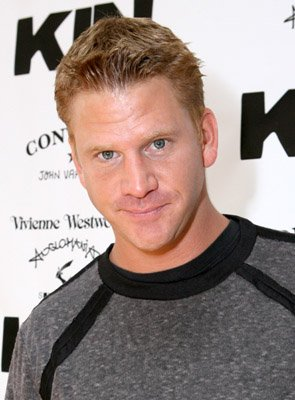
Dash Mihok
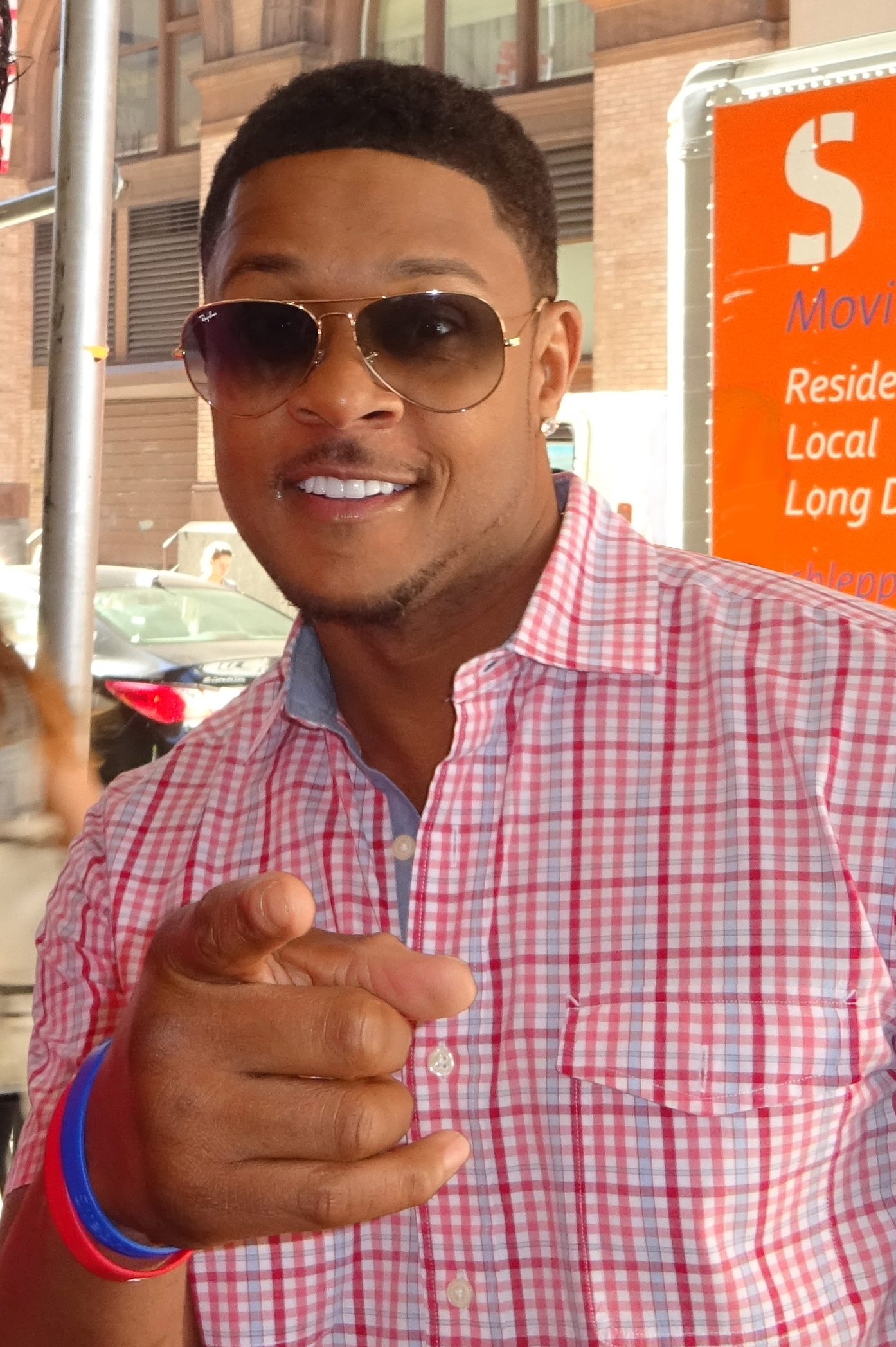
Pooch Hall
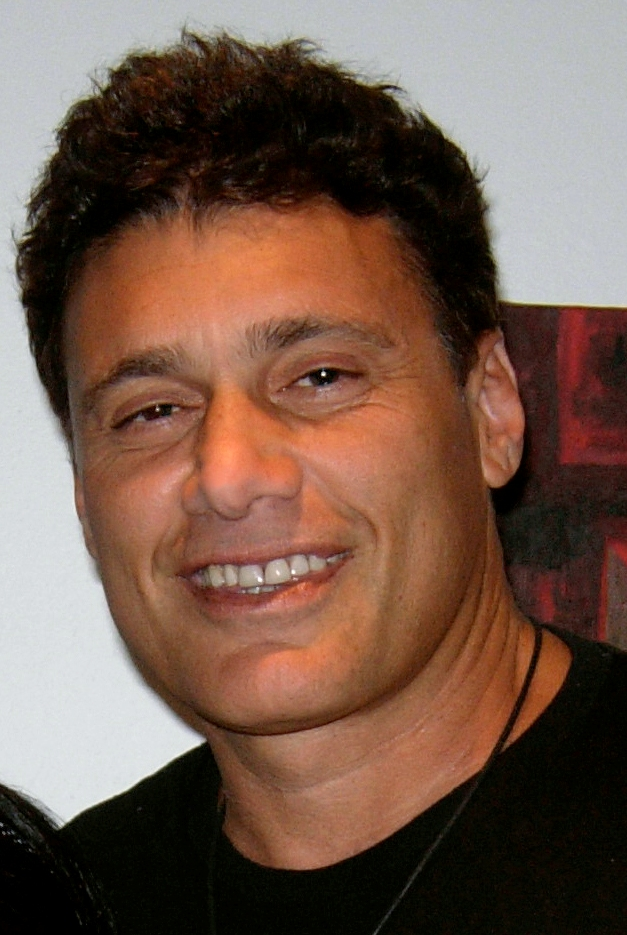
Steven Bauer
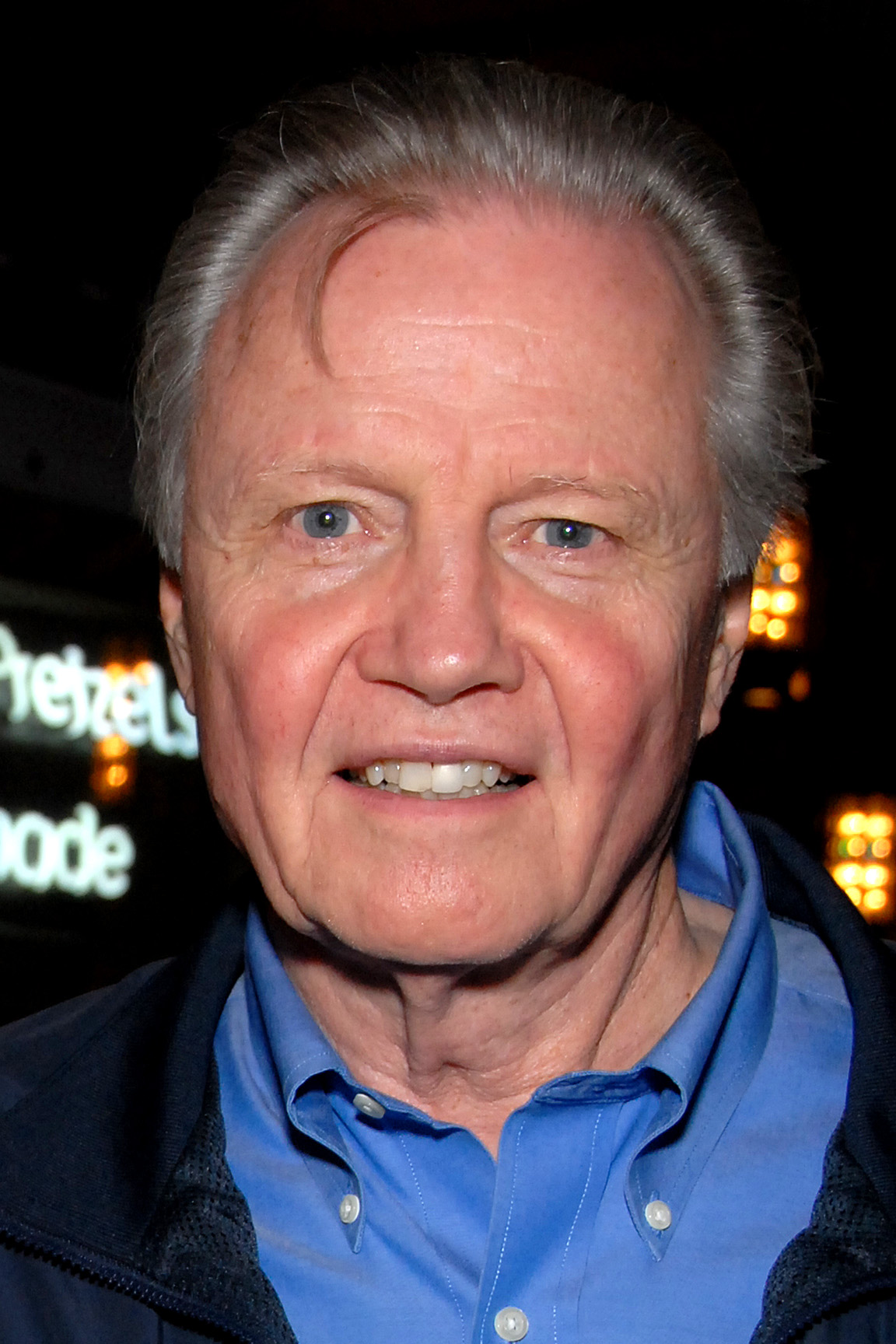
Jon Voight
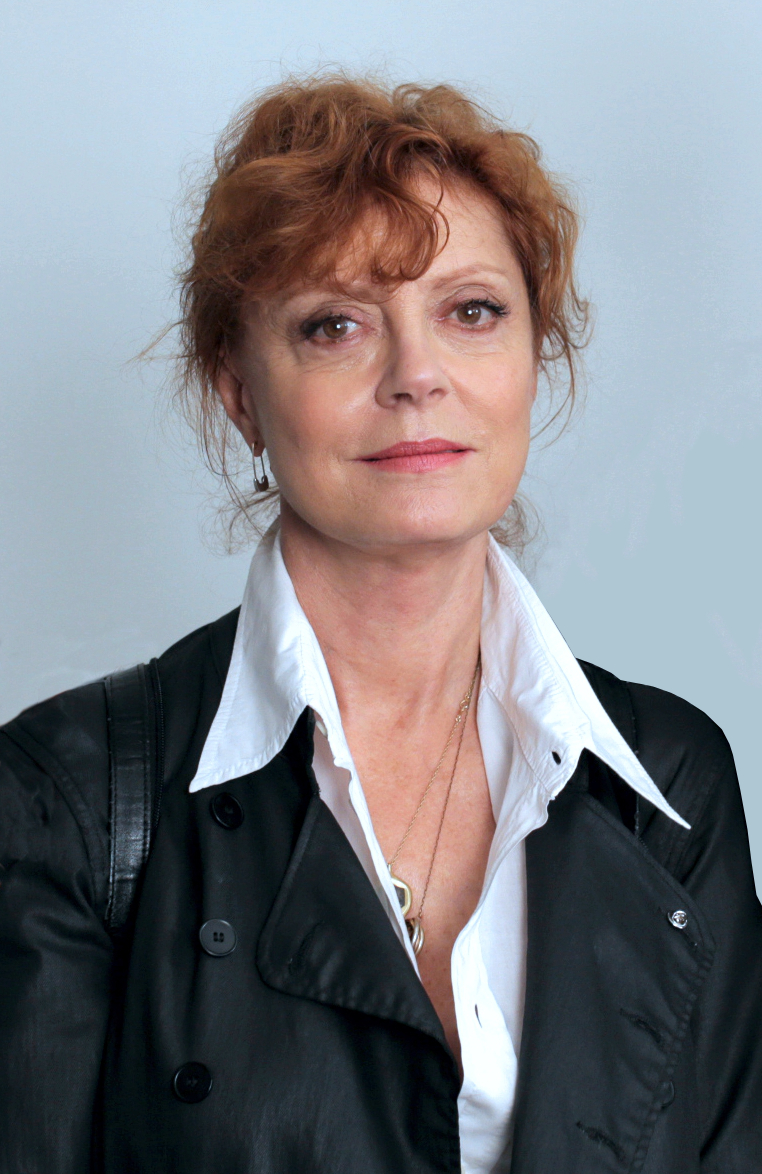
Susan Sarandon

### Ricorrenti
- Ezra Goldman (stagioni 1-3), interpretato da Elliott Gould, doppiato da Eros Pagni.
- Lee Drexler (stagioni 1-4), interpretato da Peter Jacobson, doppiato da Raffaele Palmieri.
- Deb Goldman (stagioni 1-7), interpretata da Denise Crosby, doppiata da Chiara Salerno.
- Potato Pie (stagioni 1-7), interpretato da William Stanford Davis
- Ashley Rucker (stagioni 1-4), interpretata da Ambyr Childers
- Stu Feldman (stagioni 1-4, 6-7), interpretato da Josh Pais, doppiato da Alessio Cigliano.
- Claudette (stagioni 1-2, 7), interpretata da Sheryl Lee Ralph, doppiata da Barbara Castracane
- Tommy Wheeler (stagioni 1-4, 7), interpretato da Austin Nichols, doppiato da Davide Albano.
- Frances Simpson (stagioni 1-3), interpretata da Brooke Smith, doppiata da Alessandra Cassioli.
- Frank Barnes (stagioni 1-5), interpretato da Michael McGrady
- Kenneth "Tiny" Benson (stagioni 1-2), interpretato da Craig Ricci Shaynak, doppiato da Stefano Thermes.
- Marvin Gaye Washington (stagioni 1-2), interpretato da Octavius J. Johnson, doppiato da Gabriele Patriarca.
- Van Miller (stagione 1), interpretato da Frank Whaley, doppiato da Alberto Bognanni.
- Sean Walker (stagione 1), interpretato da Johnathon Schaech
- Patrick "Sully" Sullivan (stagione 1), interpretato da James Woods, doppiato da Rodolfo Bianchi.
- Linda (stagioni 1-2), interpretata da Rosanna Arquette
- Re-Kon (stagioni 1-2), interpretato da Kwame Patterson
- Deonte Frasier (stagioni 1-2), interpretato da Mo McRae
- Marty Grossman (stagioni 1-5), interpretato da Jay Thomas
- Ed Cochran (stagioni 2-4), interpretato da Hank Azaria, doppiato da Antonio Palumbo
- Donna Cochran (stagione 2), interpretata da Sherilyn Fenn
- June Wilson (stagione 2), interpretata da Ann-Margret
- Thomas Volcheck (stagione 2), interpretato da Kip Pardue
- Megan Volchek (stagione 2), interpretata da Andrea Bogart
- Ronald Keith (stagioni 2-3), interpretato da Wendell Pierce
- Kate McPherson (stagione 2), interpretata da Vinessa Shaw, doppiata da Federica De Bortoli
- Cherry (stagione 2), interpretato da Jeryl Prescott
- Cookie Brown (stagione 2), interpretato da Omar Dorsey
- Peggy Shaugnessy (stagione 2), interpretata da Jamie Donnelly
- Steve Knight (stagione 2), interpretato da Eion Bailey, doppiato da Christian Iansante.
- Jim Halloran (stagione 2), interpretato da Brian Geraghty
- Shorty (stagione 2), interpretato da Steph DuVall, doppiato da Silvio Anselmo
- Patty (stagione 2), interpretata da Heather McComb
- Harriet Greenberg (stagioni 2-5), interpretata da Jayne Taini
- Andrew Finney (stagione 3), interpretato da Ian McShane, doppiato da Angelo Nicotra.
- Paige Finney (stagione 3), interpretata da Katie Holmes, doppiata da Ilaria Latini
- Casey Finney (stagione 3), interpretato da Guy Burnet, doppiato da Emiliano Coltorti
- Varick Strauss (stagione 3), interpretato da Jason Butler Harner, doppiato da Andrea Lavagnino
- Padre Romero (stagioni 3-4), interpretato da Leland Orser, doppiato da Massimo Rossi.
- Detective Sheila Muncie (stagioni 3-4), interpretata da Michael Hyatt
- Michelle (stagione 3), interpretata da Christy Williams
- Davros Minassian (stagione 3), interpretato da Nick Kent
- Vartan Minassian (stagione 3), interpretato da Ken Davitian
- Mrs. Minassian (stagione 3), interpretata da Grace Zabriskie
- Audrey (stagione 3), interpretata da Shree Crooks
- Greg Donellen (stagioni 3-4), interpretato da Aaron Staton
- Teresa (stagioni 3-6), interpretata da Alyssa Diaz
- Ginger (stagione 3), interpretata da Fairuza Balk
- Flip Brightman (stagione 3), interpretato da Bronson Pinchot
- Sonia Kovitzky (stagione 4), interpretata da Embeth Davidtz
- Vlad (stagione 4), interpretato da Richard Brake, doppiato da Paolo M. Scalondro
- Ivan Belikov (stagione 4), interpretato da Pasha D. Lychnikoff
- Hector Campos (stagione 4), interpretato da Ismael Cruz Cordova, doppiato da Andrea Mete.
- Marisol (stagione 4), interpretata da Lisa Bonet, doppiata da Laura Facchin
- Punch Hoffman (stagioni 4-5), interpretata da Tom Wright
- Jackson Holt (stagione 4), interpretata da Derek Webster
- Dmitri Sokolov (stagione 4), interpretata da Raymond J. Barry
- Little Bill Primm (stagione 4), interpretato da Ted Levine, doppiato da Stefano De Sando.
- Jacob Waller (stagione 4), interpretato da Gabriel Mann
- Sylvie Starr (stagione 4), interpretata da Paula Jai Parker
- Damon (stagione 4-5), interpretato da Dominique Columbus
- Maureen Dougherty (stagione 4), interpretata da Tara Buck
- Dr. Brogan (stagione 5), interpretato da C. Thomas Howell
- Rob Heard (stagione 5), interpretato da Rhys Coiro
- Natalie James (stagione 5), interpretata da Lili Simmons
- Doug Landry (stagione 5), interpretato da Michel Gill
- George Winslow (stagione 5-6), interpretato da Keir O'Donnell
- Jay White (stagione 5-6), interpretato da Brian White
- Dr. Bergstein (stagione 5), interpretata da Kim Raver
- Tom (stagione 5), interpretato da James Keach
- Padre di Damon (stagione 5), interpretata da Jordan Mahome
- Vicki Delgatti (stagione 5), interpretata da Adina Porter
- Duquesne "Dime Bag" Baker (stagione 5), interpretata da Ryan Dorsey
- Acid Man/Chef Dave (stagione 5), interpretata da Jake Busey
- Todd Dougherty (stagione 5), interpretato da Billy Miller
- Beckett (stagione 5), interpretata da Ryan Radis
- Sandy Patrick (stagioni 6-7), interpretata da Sandy Martin, doppiata da Graziella Polesinanti
- Sean "Mac" McGrath (stagione 6), interpretato da Domenick Lombardozzi, doppiato da Alessandro Quarta
- Mikey "Rad" Radulovic (stagione 6), interpretato da Tony Curran
- Anita Novak (stagione 6), interpretata da Lola Glaudini, doppiata da Claudia Catani
- Ed Feratti (stagioni 6-7), interpretato da Zach Grenier, doppiato da Eugenio Marinelli
- Dr. Arthur Amiot (stagioni 6-7), interpretato da Alan Alda, doppiato da Pietro Biondi
- Kevin Sullivan (stagione 7), interpretato da Josh Hamilton
- Molly Sullivan (stagione 7), interpretata da Kerry Condon, doppiata da Barbara De Bortoli
- Liberty Larson (stagione 7), interpretata da Louisa Krause
- Adam Rain (stagione 7), interpretato da Michael Esper
- James "Jim" Sullivan (stagione 7), interpretato da Peter Gerety, doppiato da Luca Biagini
- Declan Sullivan (stagione 7), interpretato da Kevin Corrigan

## Riconoscimenti
- Golden Globe
  - 2014 - Candidatura al Miglior attore in una serie drammatica a Liev Schreiber
  - 2014 - Miglior attore non protagonista in una serie a Jon Voight
  - 2015 - Candidatura al Miglior attore in una serie drammatica a Liev Schreiber
  - 2015 - Candidatura al Miglior attore non protagonista in una serie a Jon Voight
  - 2016 - Candidatura al Miglior attore in una serie drammatica a Liev Schreiber
  - 2017 - Candidatura al Miglior attore in una serie drammatica a Liev Schreiber
  - 2018 - Candidatura al Miglior attore in una serie drammatica a Liev Schreiber
- Premio Emmy
  - 2014 - Candidatura per il Miglior attore non protagonista in una serie drammatica a Jon Voight
  - 2015 - Candidatura per il Miglior attore protagonista in una serie drammatica a Liev Schreiber
  - 2016 - Miglior attore guest star in una serie drammatica a Hank Azaria
  - 2016 - Candidatura per il Miglior attore protagonista in una serie drammatica a Liev Schreiber
  - 2016 - Candidatura per il Miglior attore non protagonista in una serie drammatica a Jon Voight
  - 2016 - Candidatura per la Miglior regia per una serie drammatica a David Hollander, per l'episodio Exsuscito
  - 2016 - Candidatura per il Miglior missaggio per una serie commedia o drammatica con episodi di oltre 30 minuti, per l'episodio Exsuscito
  - 2017 - Candidatura per il Miglior attore protagonista in una serie drammatica a Liev Schreiber
  - 2017 - Candidatura per il Miglior attore guest star in una serie drammatica a Hank Azaria